# Бенедикт, Энелла
Энелла Бенедикт (англ. Enella Benedict; 1858—1942) — американская художница и педагог; основатель и директор художественной школы в Hull House, Чикаго.

## Биография
Родилась 21 декабря 1858 года в городе Лейк-Форест, Иллинойс, в семье Эзми и Катерины Бенедикт. Отец работал в компании Field, Benedict & Company, затем был членом городского совета и мэром города Лейк-Форест. В семье также было ещё четыре ребёнка — Кэролайн, Альберт, Сидни и Кейт.
Поступила в Lake Forest University, где изучала живопись и рисунок, и окончила его в 1876 году. Затем изучала искусство в школах School of the Art Institute of Chicago и Art Students League of New York. Продолжила обучение во Франции в парижской Академии Жюлиана.
Художница писала маслом и акварелью — портреты, пейзажи и городские сцены. Её работы создавались под влиянием реализма и импрессионизма. В 1892 году она стала основателем и директором художественной школы в Hull House, Чикаго, где проработала пятьдесят лет, обучая лепке из глины, рисованию, живописи и литографии. Часто путешествовала по Европе во время летних каникул в школе.
В 1893 году некоторые её работы были выставлены на Всемирной выставке в 1893 году в Чикаго. Также она выставлялась в Чикагском институте искусств на выставках, организованных Лигой студентов-художников Чикаго, и на других выставках. Бенедикт была членом клуба Palette Club в Чикаго.
Умерла 6 апреля 1942 года в Ричмонде, Виргиния. Была похоронена в Чикаго на кладбище Rosehill Cemetery and Mausoleum.

## Труды
Работы Энеллы Бенедикт находятся в коллекциях Hull House, художественного музея Rockford Art Museum в штате Иллинойс, Национального музея женского искусства в Вашингтоне, в Смитсоновском институте и других.